# Крайние точки Японии

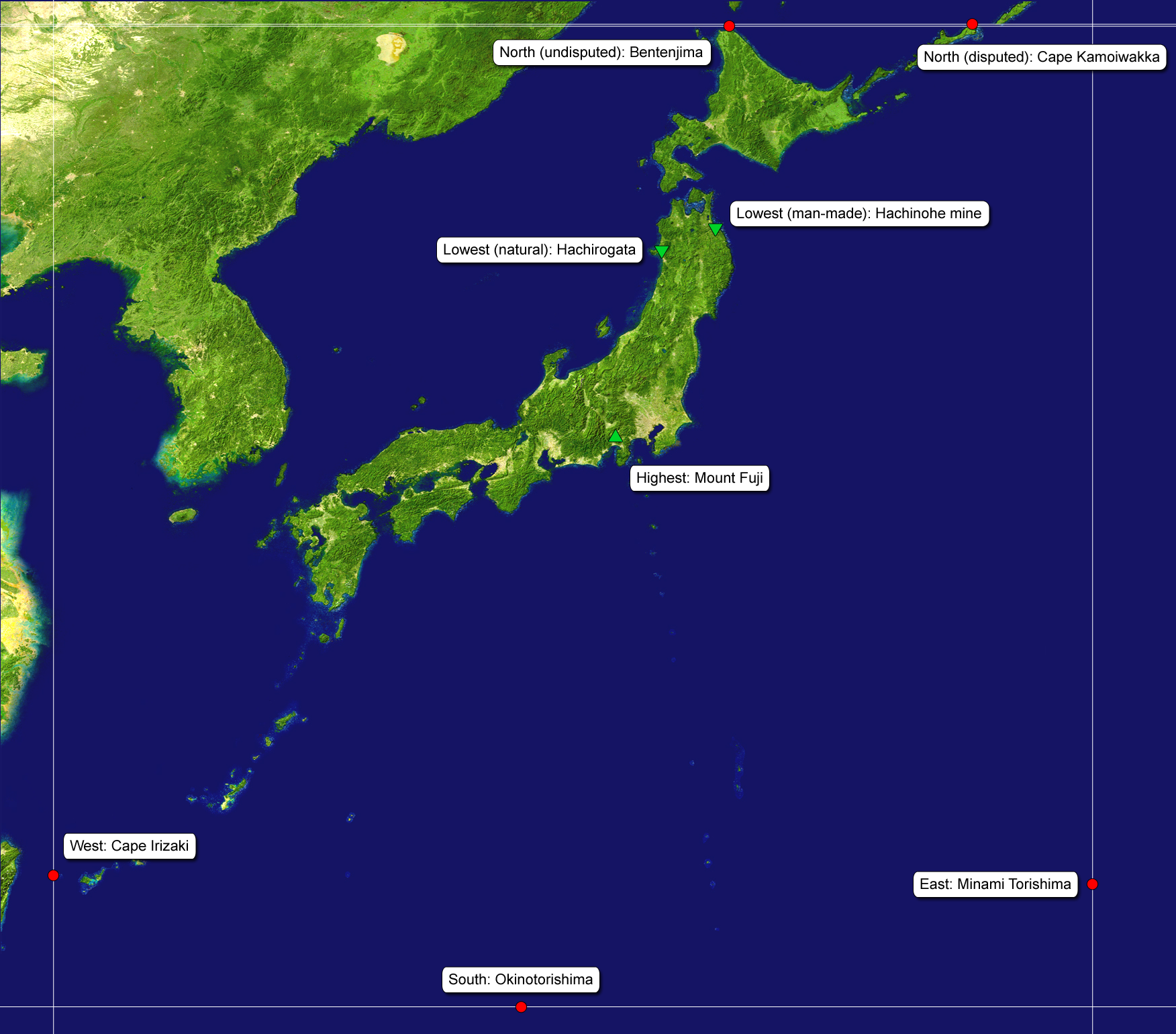
Крайние северная, южная, западная и восточная точки Японии, а также крайние высоты

Крайние точки Японии включают в себя координаты самой северной, южной, западной и восточной точек Японии, а также координаты крайних высот: самой высокой и самой низкой точек. Так как Япония расположена на Японском архипелаге, состоящем из 6852 островов, и не все острова являются заселёнными, многие крайние точки расположены на мелких незаселённых островах (а именно, крайние северная, южная и восточная точки Японии), только крайняя западная точка расположена на заселённом острове. Расстояние между крайними северной и южной точками составляет более 2800 километров, между крайними западной и восточной точками более 3100 километров. Ниже приведён список как общих крайних точек Японии, так и список крайних точек заселённых островов, а также список крайних точек основных четырёх островов, составляющих 97 % от территории Японии, и список крайних высот.

## Крайние точки

### Общие крайние точки
- Северная точка — остров Бэнтэндзима. Относится к префектуре Хоккайдо.

45°31′38″ с. ш. 141°55′06″ в. д.
- Южная точка — остров Окинотори. Относится к префектуре Токио.

20°25′31″ с. ш. 136°04′11″ в. д.
- Западная точка — мыс Иридзаки (остров Йонагуни). Относится к префектуре Окинава.

24°26′58″ с. ш. 122°56′01″ в. д.
- Восточная точка — остров Минамитори. Относится к префектуре Токио.

24°16′59″ с. ш. 153°59′11″ в. д.

### Крайние точки заселённых островов
- Северная точка — мыс Соя (Хоккайдо).

45°31′22″ с. ш. 141°56′11″ в. д.
- Южная точка — остров Хатерума. Относится к префектуре Окинава.

24°02′59″ с. ш. 123°48′18″ в. д.
- Западная точка — мыс Иридзаки (остров Йонагуни). Относится к префектуре Окинава.

24°26′58″ с. ш. 122°56′01″ в. д.
- Восточная точка — мыс Носаппу (Хоккайдо).

43°23′06″ с. ш. 145°49′03″ в. д.

### Крайние точки четырёх основных островов
Четырьмя крупнейшими островами Японии являются Хонсю, Хоккайдо, Кюсю и Сикоку. Ниже приведён список крайних точек основных японских островов.
- Северная точка — мыс Соя (Хоккайдо).

45°31′22″ с. ш. 141°56′11″ в. д.
- Южная точка — мыс Сата (префектура Кагосима, Кюсю).

30°59′39″ с. ш. 130°39′38″ в. д.
- Западная точка — мыс Кодзакихана (префектура Нагасаки, Кюсю).

33°13′04″ с. ш. 129°33′09″ в. д.
- Восточная точка — мыс Носаппу (Хоккайдо).

43°23′06″ с. ш. 145°49′03″ в. д.

#### Хоккайдо
- Северная точка — мыс Соя.

45°31′22″ с. ш. 141°56′11″ в. д.
- Южная точка — мыс Сираками.

41°23′51″ с. ш. 140°11′51″ в. д.
- Западная точка — мыс Обана.

42°18′11″ с. ш. 139°46′01″ в. д.
- Восточная точка — мыс Носаппу.

43°23′06″ с. ш. 145°49′03″ в. д.

#### Хонсю
- Северная точка — мыс Ома.

41°32′47″ с. ш. 140°54′45″ в. д.
- Южная точка — мыс Сионо.

33°25′59″ с. ш. 135°45′45″ в. д.
- Западная точка — мыс Бисянохана.

34°06′39″ с. ш. 130°51′37″ в. д.
- Восточная точка — мыс Тодогасаки.

39°32′52″ с. ш. 142°04′20″ в. д.

#### Сикоку
- Северная точка — мыс Такэй.

34°24′01″ с. ш. 134°08′12″ в. д.
- Южная точка — мыс Асидзури.

32°43′19″ с. ш. 133°00′19″ в. д.
- Западная точка — мыс Сада.

33°20′38″ с. ш. 132°00′45″ в. д.
- Восточная точка — мыс Гамода.

33°50′03″ с. ш. 134°45′00″ в. д.

#### Кюсю
- Северная точка — контейнерный терминал Татинора.

33°58′11″ с. ш. 131°00′07″ в. д.
- Южная точка — мыс Сата.

30°59′39″ с. ш. 130°39′38″ в. д.
- Западная точка — мыс Кодзакихана.

33°13′04″ с. ш. 129°33′09″ в. д.
- Восточная точка — мыс Цуруми.

32°55′59″ с. ш. 132°05′07″ в. д.

## Крайние высоты

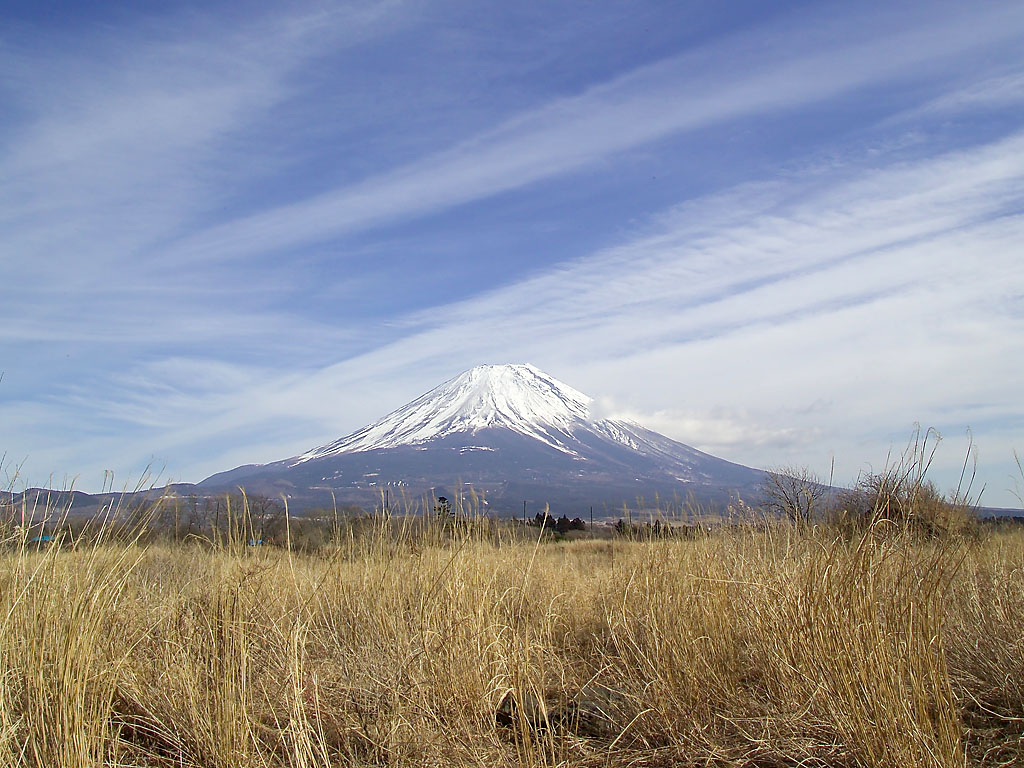
Фудзияма

- Низшая точка (искусственная) — карьер Хатинохэ (−170 м)

40°27′10″ с. ш. 141°32′16″ в. д.
- Низшая точка (природная) — уровень озера Хатирогата (−4 м)

39°54′50″ с. ш. 140°01′15″ в. д.
- Высочайшая точка — Фудзияма (3776 м)

35°21′29″ с. ш. 138°43′52″ в. д.